# Черногрудый перепел
Черногрудый перепел (лат. Coturnix coromandelica) — вид птиц из семейства фазановых (Phasianidae). Обитают на Индийском субконтиненте и в Юго-Восточной Азии.

## Распространение
В ареал этой птицы входят территории Пакистана, Индии, Непала, Шри-Ланки, Бангладеш, Мьянмы, Таиланда, Камбоджи и Вьетнама.

## Описание
Длина 15—17 см, вес птицы 64—71 г.

## Поведение
Питается семенами растений, личинками насекомых, мелкими беспозвоночными. Крик птицы — металлическое chrink-chrink, повторяющееся по утрам и вечерам, а в сезон размножения и всю ночь. Он легко отличим от крика обыкновенного перепела.